# Le Pin-la-Garenne
Le Pin-la-Garenne és un municipi francès situat al departament de l'Orne i a la regió de Normandia. L'any 2007 tenia 638 habitants.

## Demografia

### Població
El 2007 la població de fet de Le Pin-la-Garenne era de 638 persones. Hi havia 240 famílies de les quals 66 eren unipersonals (33 homes vivint sols i 33 dones vivint soles), 87 parelles sense fills i 87 parelles amb fills.
La població ha evolucionat segons el següent gràfic:
Habitants censats

### Habitatges
El 2007 hi havia 286 habitatges, 241 eren l'habitatge principal de la família, 34 eren segones residències i 12 estaven desocupats. 284 eren cases i 2 eren apartaments. Dels 241 habitatges principals, 162 estaven ocupats pels seus propietaris, 75 estaven llogats i ocupats pels llogaters i 3 estaven cedits a títol gratuït; 22 tenien dues cambres, 49 en tenien tres, 78 en tenien quatre i 93 en tenien cinc o més. 183 habitatges disposaven pel capbaix d'una plaça de pàrquing. A 129 habitatges hi havia un automòbil i a 84 n'hi havia dos o més.

### Piràmide de població
La piràmide de població per edats i sexe el 2009 era:
| Homes | Edats   | Dones |
| ----- | ------- | ----- |
| 0     | 95 o +  | 4     |
| 0     | 90 a 94 | 24    |
| 0     | 85 a 89 | 24    |
| 12    | 80 a 84 | 16    |
| 16    | 75 a 79 | 16    |
| 20    | 70 a 74 | 4     |
| 4     | 65 a 69 | 28    |
| 20    | 60 a 64 | 12    |
| 12    | 55 a 59 | 12    |
| 8     | 50 a 54 | 8     |
| 32    | 45 a 49 | 28    |
| 8     | 40 a 44 | 24    |
| 28    | 35 a 39 | 16    |
| 16    | 30 a 34 | 20    |
| 12    | 25 a 29 | 12    |
| 32    | 20 a 24 | 8     |
| 12    | 15 a 19 | 16    |
| 24    | 10 a 14 | 36    |
| 4     | 5 a 9   | 32    |
| 12    | 0 a 4   | 32    |

## Economia
El 2007 la població en edat de treballar era de 348 persones, 260 eren actives i 88 eren inactives. De les 260 persones actives 244 estaven ocupades (131 homes i 113 dones) i 15 estaven aturades (9 homes i 6 dones). De les 88 persones inactives 25 estaven jubilades, 27 estaven estudiant i 36 estaven classificades com a «altres inactius».

### Ingressos
El 2009 a Le Pin-la-Garenne hi havia 269 unitats fiscals que integraven 638,5 persones, la mediana anual d'ingressos fiscals per persona era de 15.723 €.

### Activitats econòmiques
Dels 29 establiments que hi havia el 2007, 1 era d'una empresa extractiva, 2 d'empreses alimentàries, 1 d'una empresa de fabricació d'altres productes industrials, 8 d'empreses de construcció, 7 d'empreses de comerç i reparació d'automòbils, 1 d'una empresa de transport, 1 d'una empresa d'hostatgeria i restauració, 1 d'una empresa financera, 1 d'una empresa immobiliària, 3 d'empreses de serveis, 1 d'una entitat de l'administració pública i 2 d'empreses classificades com a «altres activitats de serveis».
Dels 11 establiments de servei als particulars que hi havia el 2009, 1 era una oficina de correu, 1 taller de reparació d'automòbils i de material agrícola, 2 paletes, 1 guixaire pintor, 2 fusteries, 1 lampisteria, 2 electricistes i 1 perruqueria.
Dels 5 establiments comercials que hi havia el 2009, 2 eren botiges de menys de 120 m², 1 una botiga de menys de 120 m², 1 una fleca i 1 una botiga d'electrodomèstics.
L'any 2000 a Le Pin-la-Garenne hi havia 17 explotacions agrícoles que ocupaven un total de 1.320 hectàrees.

## Equipaments sanitaris i escolars
El 2009 hi havia una escola elemental.

## Poblacions més properes
El següent diagrama mostra les poblacions més properes.